# Comœdia (journal)
Pour les articles homonymes, voir Comœdia (homonymie) et Comédia.
Comœdia est un journal culturel de presse écrite français. Fondé par Henri Desgrange, il a paru du 1er octobre 1907 au 6 août 1914 et du 1er octobre 1919 au 1er janvier 1937 comme quotidien.
Le titre fut repris par René Delange, soutenu par les occupants, pour un hebdomadaire qui parut du 21 juin 1941 au 5 août 1944. La mention « Nouvelle série » figurait en haut de la première page, ainsi que la date de fondation, mais il s'agissait de celle du Comœdia « première série ».
Comœdia « première série » eut plusieurs suppléments parmi lesquels :
- Comœdia illustré (1908-1936), journal artistique bimensuel (qui fusionne avec Le Théâtre)[2] ;
- Comœdia-journal (1926-1936), quotidien.

Entre 1952 et 1954 parut ensuite sous le nom de Paris-Comœdia un « hebdomadaire du spectacle » dirigé par Jacques Chabannes.

## Histoire
C'est Henri Desgrange, l'inventeur du Tour de France et fondateur (en 1900) du journal L'Auto-Vélo, qui finança le lancement du journal Comœdia, en 1907.
Vendu 5 centimes et totalisant quatre pages illustrées, Comœdia fut de 1907 à 1914, puis de 1919 à 1937, le principal quotidien français à ne traiter que d'informations culturelles. Il fut longtemps le seul à mettre en avant les arts et les lettres tous les jours et en une. Sa ligne directrice est la scène (théâtre, spectacle vivant, cinéma, musique, danse) et les arts plastiques.
Gaston de Pawlowski en fut le rédacteur en chef de 1907 à 1914. Venu du monde cycliste, Pawlowski, curieux de tout et ouvert à la modernité, souhaitait « susciter la renaissance active et efficace du seul éducateur des foules qui vaille qu'on s'en occupe, je veux dire du Théâtre ». Mais ses colonnes ne négligeaient pas pour autant l'actualité. Du temps de Pawlowski, Comœdia accueillit en ses pages l'avant-garde de la critique. Guillaume Apollinaire et André Rouveyre y publièrent leurs découvertes artistiques. Pawlowski publia aussi des textes littéraires originaux, comme Le Rire jaune de Pierre Mac Orlan, paru en feuilleton en 1913. Avant 1914, le siège était au 27 boulevard Poissonnière.
Un supplément bimensuel, vendu 50 centimes, illustré de photographies et de dessins en couleurs, fut confié dès le 15 décembre 1908 à Maurice de Brunhoff (1861-1937). René Clair fut dès 1919 directeur du supplément cinéma de Théâtre et Comœdia illustré.
De 1920 à 1924, le dramaturge et scénariste Paul Nivoix fut rédacteur. En 1924, c'est André Lang, qui avait commencé pigiste en 1912, qui prit la tête de la rédaction.
Le journal participa à l'organisation de plusieurs élections de Miss France dans l'entre-deux-guerres.

### Pendant la Seconde Guerre mondiale
Durant l’Occupation, Comœdia devint un hebdomadaire sous la direction de René Delange, puis bimensuel, à partir de janvier 1944. Tiré en moyenne à 45 000 exemplaires, il bénéficia de plumes de qualité : les critiques dont les noms sont annoncés dans le premier numéro sont Roland Purnal (théâtre), Arthur Honegger (musique), Jacques Audiberti (cinéma), Pierre du Colombier (Beaux-Arts) (Jean-Louis Barrault y écrivit fréquemment), Gustave Fréjaville (music-hall, cabaret) et Philippe Lavastine (Lettres étrangères). Marcel Arland dirigeait la section littéraire à laquelle participèrent également Henry de Montherlant, Jean Giono, Jean Paulhan, Jacques Audiberti, Jean Cocteau, Colette, Paul Valéry, Paul Claudel, Marcel Jouhandeau. Jean-Paul Sartre qui, tout comme Simone de Beauvoir, entretenait des liens amicaux avec Delange,, qui était un intime du Sonderführer Gerhard Heller, « protecteur » allemand des lettres françaises, y obtint une chronique qu'il abandonna après le premier numéro. Il ne rédigea ensuite qu'un hommage à Giraudoux, mort en janvier 1944, et donna une interview, en avril 1943, au sujet de la prochaine création des Mouches.

L'édito du premier numéro précise que 

« Son but [de Comœdia] est net. Résumons-le : 
Dresser un inventaire aussi vivant que possible de tout ce qui se crée chez nous dans le domaine artistique et littéraire, et susciter un foyer de sympathie ou l'attitude courtoise saura ne point exclure l'esprit de rigueur et le goût de l'indépendance absolue.
Enfin, comme il est indispensable que les Français qui, trop longtemps, n'ont pas regardé au delà de leurs frontières, soient tenus au courant des manifestations et des activités de la pensée en Europe, Comœdia publiera chaque semaine la page : « Connaître l'Europe ».
Comœdia sera donc uniquement consacré aux spectacles, aux lettres et aux arts. Ayant groupé une élite d'écrivains et de critiques, il sera un instrument de connaissance et de détente. Dès lors, il nous est permis de dire qu'il revient à son heure »

Le même premier numéro comporte bien une section « Connaître l'Europe » qui occupe une page complète (sur 8), avec un article sur les poètes allemands contemporains (et la traduction de quatre œuvres), annonce la semaine Mozart (du 13 au 20 juillet) organisée à Paris par l'Institut allemand, et comporte un long article de Pierre Leroi sur Bayreuth.
Ingrid Galster ajoute que « Comœdia est subventionné par l’Institut allemand qui en surveille la publication. Delange … doit également respecter les consignes antijuives. »
On peut noter tout de même que l'article d'Honegger sur le festival Debussy se terminait ainsi : « Honorons nos maîtres français. Qu'après Debussy et Ravel vienne le tour de Vincent d'Indy, de Roussel de F.-L. Schmitt et de tous ceux qui sont l'honneur et la gloire de la France. »
À la Libération, le journal fit l'objet d'une enquête mais Delange ne fut pas inquiété. Toutefois, la publication de Comœdia, interrompue le 17 août 1944, ne reprit pas.

#### René Delange
Delange était journaliste et s'intéressait tout particulièrement à la musique. Il publia une biographie de Bizet dans le numéro de juin 1912 de Musica, dont le rédacteur en chef était Xavier Leroux, reprise dans le numéro du 1er juillet 1931 de Lyrica, fondé par Eustase Thomas-Salignac.
Avec son ami Henry Malherbe, il rédigea une « copieuse étude » sur la musique russe publiée dans le volume 5 de L'Encyclopédie de la Musique et du Conservatoire, dirigée par Lionel de La Laurencie (après l'avoir été par Albert Lavignac, publiée par les Delagrave),.
Il rédigea avec Félix Fénéon leur Dialogue sur l'eau.
Il fut secrétaire général de l’Excelsior.
« Inculpé d'intelligences avec l'ennemi », à la fin de la guerre, pour son rôle à la tête de Comœdia, il a néanmoins été blanchi.
On peut aussi retenir une collaboration artistique et littéraire au film d'Abel Gance, La Fin du monde.
Après la guerre, il participa à trois documentaires audio sur Antoine de Saint-Exupéry (coproducteur de Saint-Exupéry tel qu'en lui-même, réalisé par Pierre Billard, avec Pierre Fresnay ; présentateur de Jules Roy et Lionel-Max Chassin à propos d'Antoine de Saint-Exupéry et de Témoignages de compagnons de l'Aéropostale sur Antoine de Saint-Exupéry, l'un et l'autre de Jean-Jacques Vierne. Il fut aussi responsable du scénario et des dialogues de René Leriche, chirurgien de la douleur, documentaire de René Lucot (Présenté à Cannes en 1954). Tous ces documents sont disponibles sur le site de l'INA.
Il avait été fait chevalier de la Légion d'honneur en 1933.

#### Articles rédigés par des Allemands
Comœdia ouvrit ses colonnes (dans la page « Connaître l’Europe ») à plusieurs Allemands membres du parti national-socialiste. Parmi eux se trouvaient deux personnes de l'Institut allemand, Ernst Wilhelm Eschmann (de) (numéro du 18 septembre 1943) et le directeur adjoint de l'Institut, Georg Rabuse (de). Ce dernier écrivit sur « Le Lied allemand » (numéros des 4 et 18 mars 1944), et compta comme allemands les compositeurs Schubert et Wolf (tous deux autrichiens), et Liszt (hongrois).
Cette attitude ouverte à l'Allemagne nationale-socialiste se retrouve chez d'autres collaborateurs de Comoedia, comme Wilhelm Pinder (qui n'était pas membre du parti, mais un soutien fervent : voir la page qui lui est consacrée sur Wikipedia en allemand), employé par le Parti pour faire des conférences à l'étranger. Dans ses articles des 28 août et 4 septembre 1943, Pinder attribue à des Allemands (« l'Alsacien Haussmann » inclus) tous les chefs-d'œuvre européens dont il parle. Il faut ajouter trois autres membres du parti engagés pour faire de la propagande dans les pays conquis : Friedrich Sieburg, membre du NSDAP depuis le 1er septembre 1941 (numéro du 4 avril 1942) ; Gerhard Fricke (de), membre du parti national-socialiste dès 1933, qui écrivit sur Heinrich von Kleist (13 mars 1943) ;  et Johannes Hoffmeister (de), qui publia deux articles sur Hölderlin (5 et 12 juin 1943). Wolfgang Boetticher, quant à lui, impliqué à Paris dans le pillage de la collection de Wanda Landowska publia un article sur Schumann dans le numéro du 18 décembre 1943.
De plus, la section « Bibliothèque européenne » comporta un article sur la revue Deutschland-Frankreich (27 novembre 1943), tandis que dans la page « Connaître l'Europe » (27 mars 1943) parut un article sur les Cahiers Franco-Allemands dans lequel l'auteur attire l'attention sur un article de Rebatet et « Matthias Schwabe » (alias de Karl Epting, directeur de l'Institut allemand). Il y eut aussi plusieurs articles sur l'exposition Breker (16 mai 1942 par Charles Despiau, membre du Groupe Collaboration ; 23 mai 1942 par Pierre du Colombier).

## Galerie

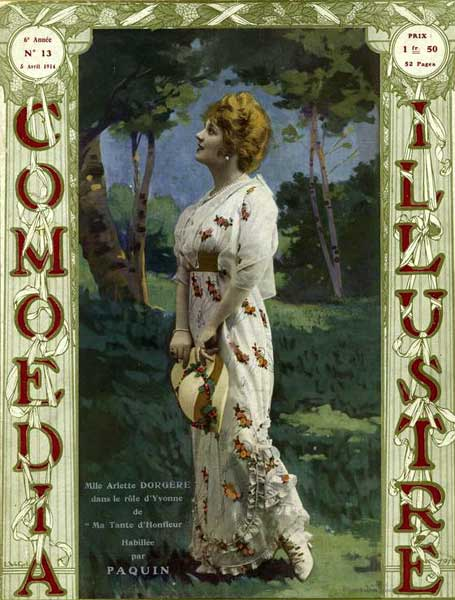
Le supplément bimensuel Comœdia illustré du 5 avril 1911 avec l'actrice Arlette Dorgère en robe Paquin.
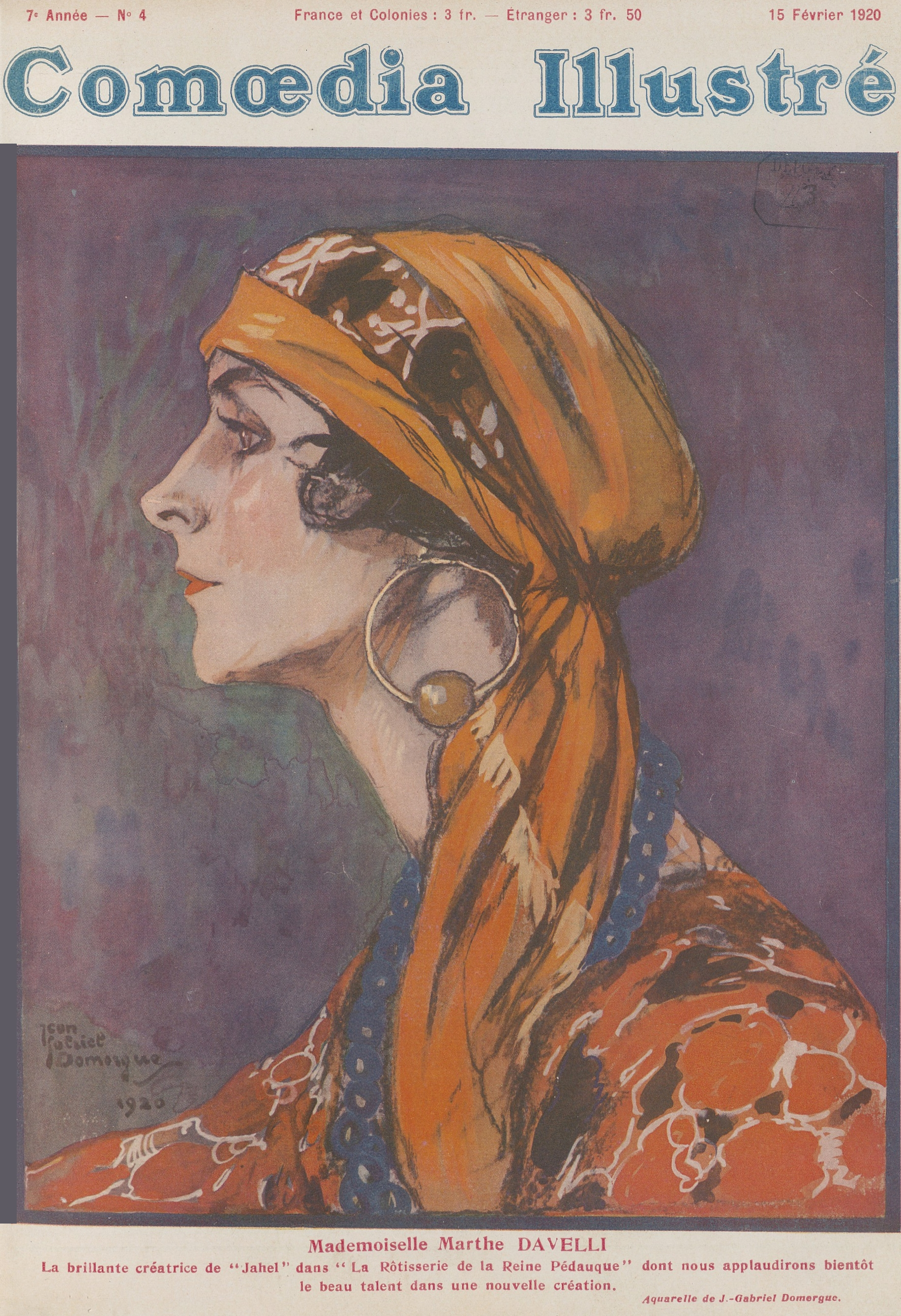
Marthe Davelli
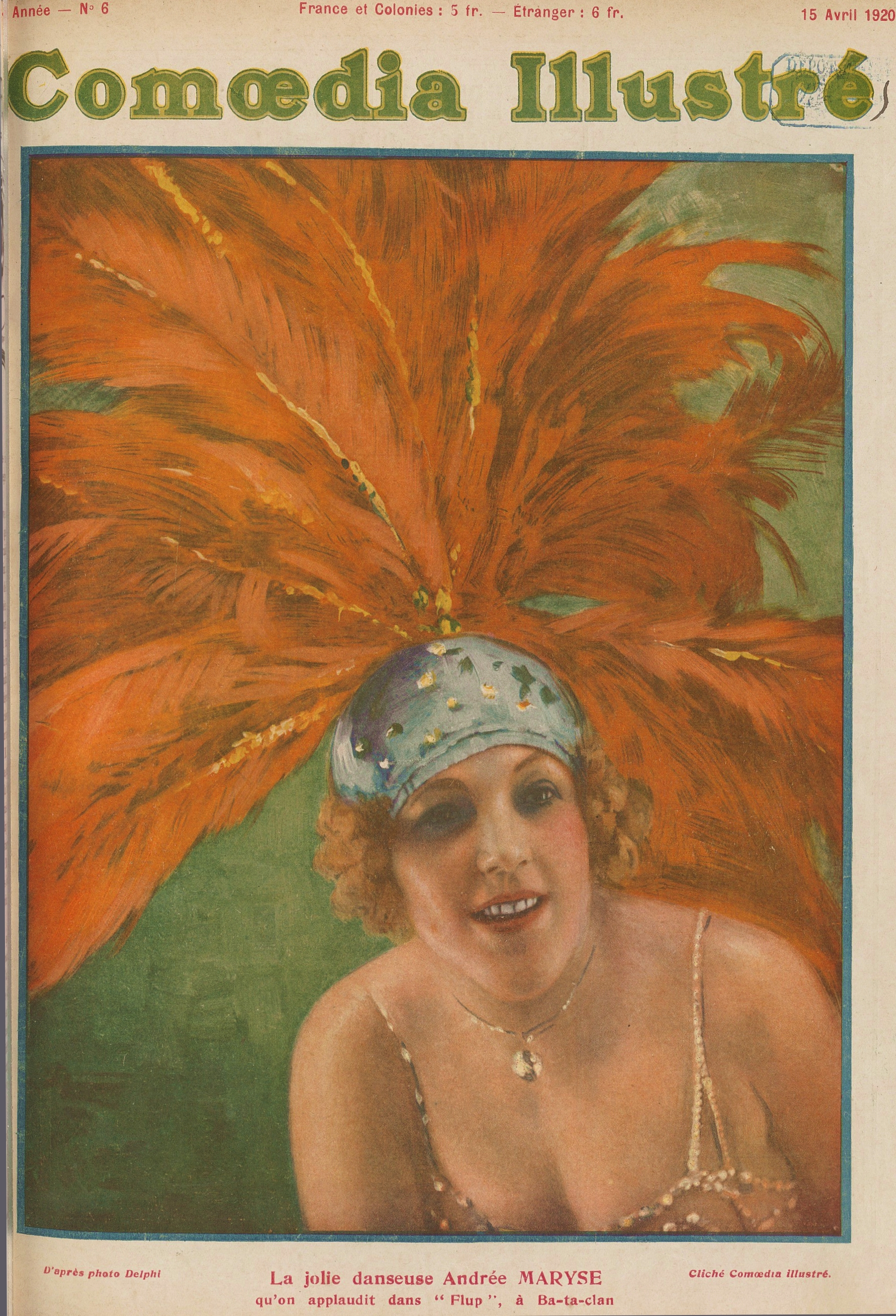
Andrée Maryse
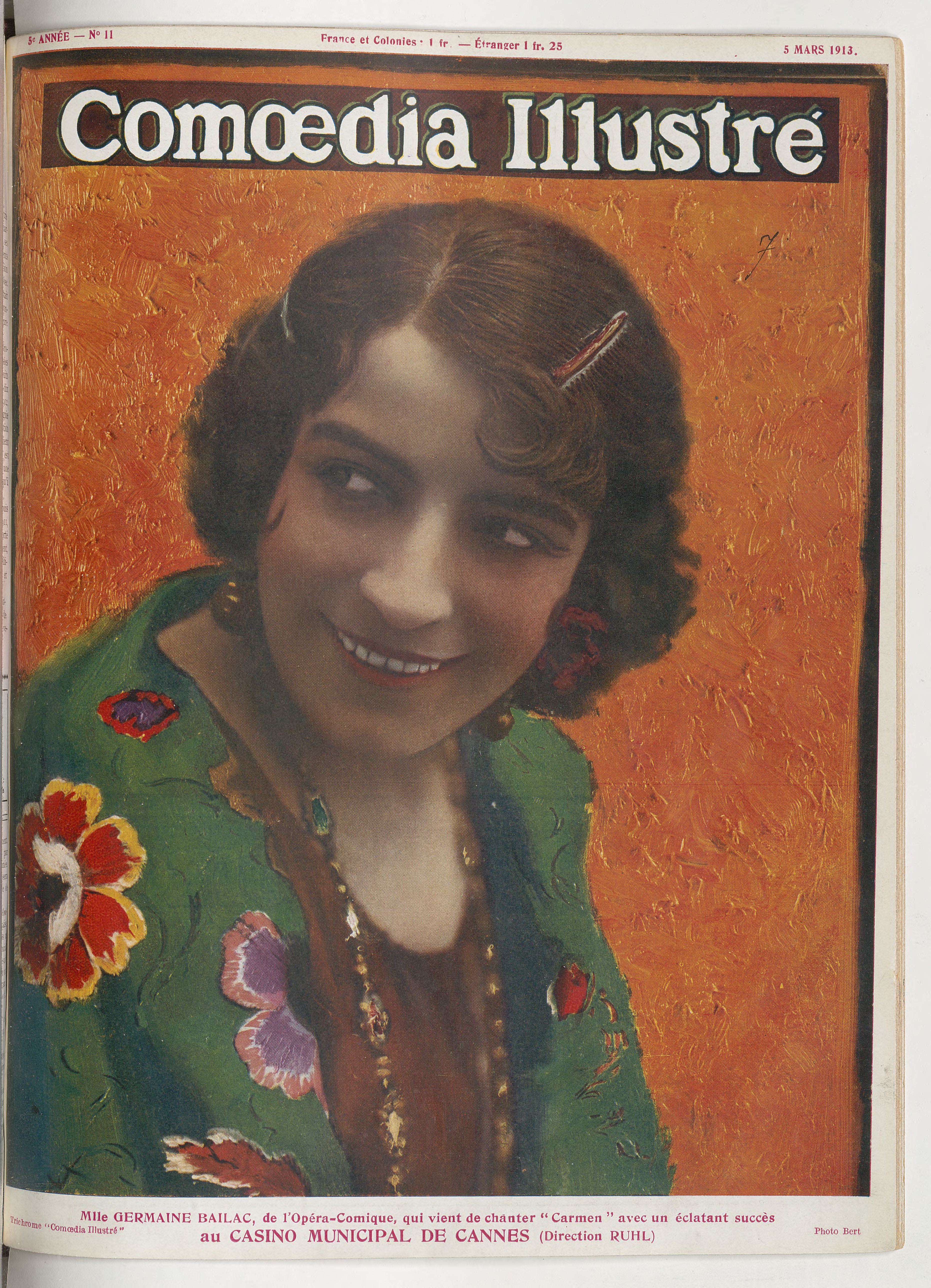
Germaine Bailac